# Скревен (округ, Джорджія)
Шаблон:StateAbbr_ 32°45′ пн. ш. 81°37′ зх. д. / 32.75° пн. ш. 81.61° зх. д.
Округ  Скревен (англ. Screven County) — округ (графство) у штаті  Джорджія, США. Ідентифікатор округу 13251.

## Історія
Округ утворений 1793 року.

## Демографія
За даними перепису 
2000 року 
загальне населення округу становило 15374 осіб, зокрема міського населення було 2641, а сільського — 12733.
Серед мешканців округу чоловіків було 7343, а жінок — 8031. В окрузі було 5797 домогосподарств, 4103 родин, які мешкали в 6853 будинках.
Середній розмір родини становив 3,14.
Віковий розподіл населення поданий у таблиці:
| Стать    | До 15 років | 15-21 | 22-29 | 30-39 | 40-49 | 50-65 | 65-85 | Понад 85 |
| -------- | ----------- | ----- | ----- | ----- | ----- | ----- | ----- | -------- |
| Чоловіки | 1812        | 804   | 628   | 1023  | 1117  | 1108  | 782   | 69       |
| Жінки    | 1782        | 744   | 720   | 1034  | 1207  | 1240  | 1118  | 186      |

## Суміжні округи
- Аллендейл, Південна Кароліна — північ
- Гемптон, Південна Кароліна — схід
- Еффінгем — південний схід
- Буллок — південний захід
- Дженкінс — захід
- Берк — північний захід

## Виноски
1. ↑  U.S. Decennial Census. United States Census Bureau. Архів оригіналу за 19 липня 2018. Процитовано 26 червня 2014.
2. ↑  Historical Census Browser. University of Virginia Library. Архів оригіналу за 11 серпня 2012. Процитовано 26 червня 2014.
3. ↑  Population of Counties by Decennial Census: 1900 to 1990. United States Census Bureau. Архів оригіналу за 2 лютого 2019. Процитовано 26 червня 2014.
4. ↑  Census 2000 PHC-T-4. Ranking Tables for Counties: 1990 and 2000 (PDF). United States Census Bureau. Архів оригіналу (PDF) за 18 грудня 2014. Процитовано 26 червня 2014.
5. ↑  State & County QuickFacts. United States Census Bureau. Архів оригіналу за 3 лютого 2020. Процитовано 18 лютого 2014.(англ.) Наведено за англійською вікіпедією.
6. ↑  American FactFinder. Бюро перепису населення США. Архів оригіналу за 26 лютого 2012. Процитовано 31 січня 2008. [Архівовано 2008-05-21 у Wayback Machine.]

| США | Це незавершена стаття з географії США. Ви можете допомогти проєкту, виправивши або дописавши її. |